# 洛丽塔·琳恩
洛丽塔·琳恩（Loretta Lynn，本姓Webb，1932年4月14日—2022年10月4日），是一名美国乡村音乐歌手和词作者。 在六十年的职业生涯中，琳恩发行了多张金唱片。 她有许多热门歌曲，如《Hey Loretta》、《The Pill》、《Blue Kentucky Girl》、《Love Is the Foundation》、《You're Lookin' at Country》、《You Ain't Woman Enough》、《 I'm a Honky Tonk Girl》、《Don't Come Home A-Drinkin' (With Lovin' on Your Mind)》 、《One's on the Way》、《Fist City》和《Coal Miner's Daughter》等。 1980年的音乐电影《旷工的女儿》（Coal Miner's Daughter）即为以琳恩为原型改编的。
琳恩因其在乡村音乐领域的开创性功绩而获得了许多奖项和荣誉，包括作为二重唱搭档和独立艺人获得的由乡村音乐协会和乡村音乐学院颁发的奖项。 琳恩曾获得18次格莱美奖提名，其中三次获奖。  截至2022年, 琳恩是获奖最多的女性乡村音乐歌手，也是唯一一位入选ACM十年（20世纪70年代）最佳艺人的女歌手。 琳恩有24首单曲和11张专辑排名第一。 2017年，琳恩患上中风，其后又于2018年遭遇髋部骨折，使得其57年的巡演生涯宣告结束

## 早年生活与职业生涯
琳恩于1932年4月14日出生于肯塔基州的布彻霍洛（Butcher Hollow），原名洛丽塔·韦布（Loretta Webb） 她是克拉拉·玛丽·克拉里（1912年5月5日—1981年11月24日）和梅尔文·西奥多·特德·韦布（1906年6月6日—1959年2月22日）的长女以及第二个孩子。 特德是一名煤矿工人和一名自给农民。琳恩所在的家族声称具有切罗基血统，但未获任何部落承认，也不属于任何部落成员。琳恩的名字取自电影明星洛丽塔·杨。 其父母的其他子女分别为：
- 梅尔文·韦布（1929年12月4日 – 1993年7月2日）[8] [9]
- 赫尔曼·韦布（1934年9月3日 – 2018年7月28日）[8] [9]
- 威利·杰·李·韦布（1937年2月12日 – 1996年7月31日）[10] [9]
- 唐纳德·雷·韦伯（1941年4月2日 – 2017年10月13日）[8] [9]
- 佩吉·苏·赖特（生于 1943 年 3 月 25 日）[9] [11]
- 贝蒂·露丝·霍普金斯 (1946年1月5日—） [9] [12]
- 克里斯特尔·盖尔(1951年1月9日—） [9] [13]

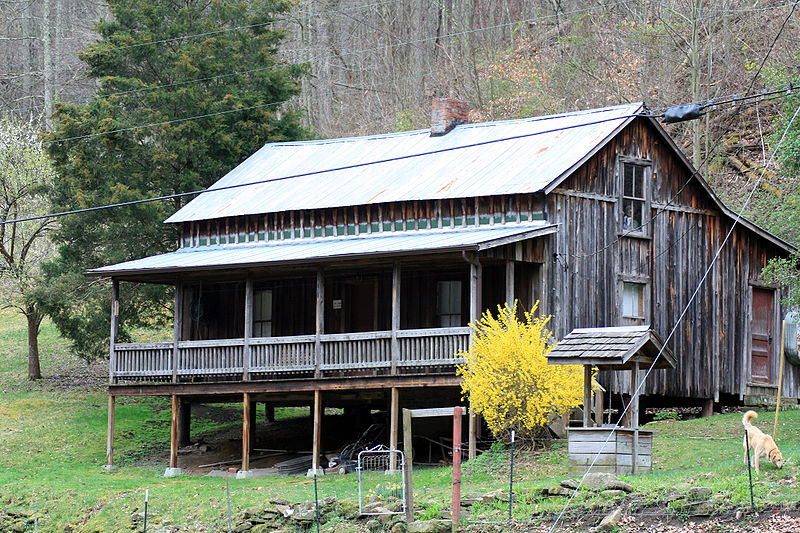
洛雷塔·琳恩童年时的家，位于肯塔基州

父亲特德在搬到印第安纳州沃巴什四年后死于中风，享年52岁，生前亦同时患有黑肺病。
根据母系亲属，琳恩与乡村歌手佩蒂·勒芙萊斯是远房表兄妹。
1948年1月10日，15岁的洛丽塔·韦布与奥利弗·瓦内塔·“杜利特尔”·琳恩（1926年8月27日 – 1996年8月22日）结婚，而奥利弗更广为人知的名字是“杜利特尔”、“杜”或“穆尼”，二人于婚前一个月相识。其后琳恩一家离开肯塔基州，搬到华盛顿州卡斯特的一个伐木区，当时洛雷塔已怀有七个月身孕。早年婚姻生活中的幸福和心痛经历为琳恩后来的歌曲创作提供了灵感来源。  1953年，杜立特尔给琳恩买了一把价值17美元(相当于2022年的186美元)的Harmony牌吉他，于是在后来的三年里，琳恩通过自学努力提高自己的吉他演奏水平。在杜立特尔的鼓励下，琳恩组建了自己的乐队，名为“洛雷塔与开拓者(Loretta and the Trailblazers)”，杰伊·李担任主音吉他。 她经常与其他乐队一起出现在位于华盛顿布莱恩的比尔酒馆和位于华盛顿卡斯特的三角洲农庄大厅内。1960年2月，琳恩录制了其第一首单曲《I'm a Honky Tonk Girl》。 

## 歌手生涯

### 1960-1966年：早期在乡村音乐上的成功

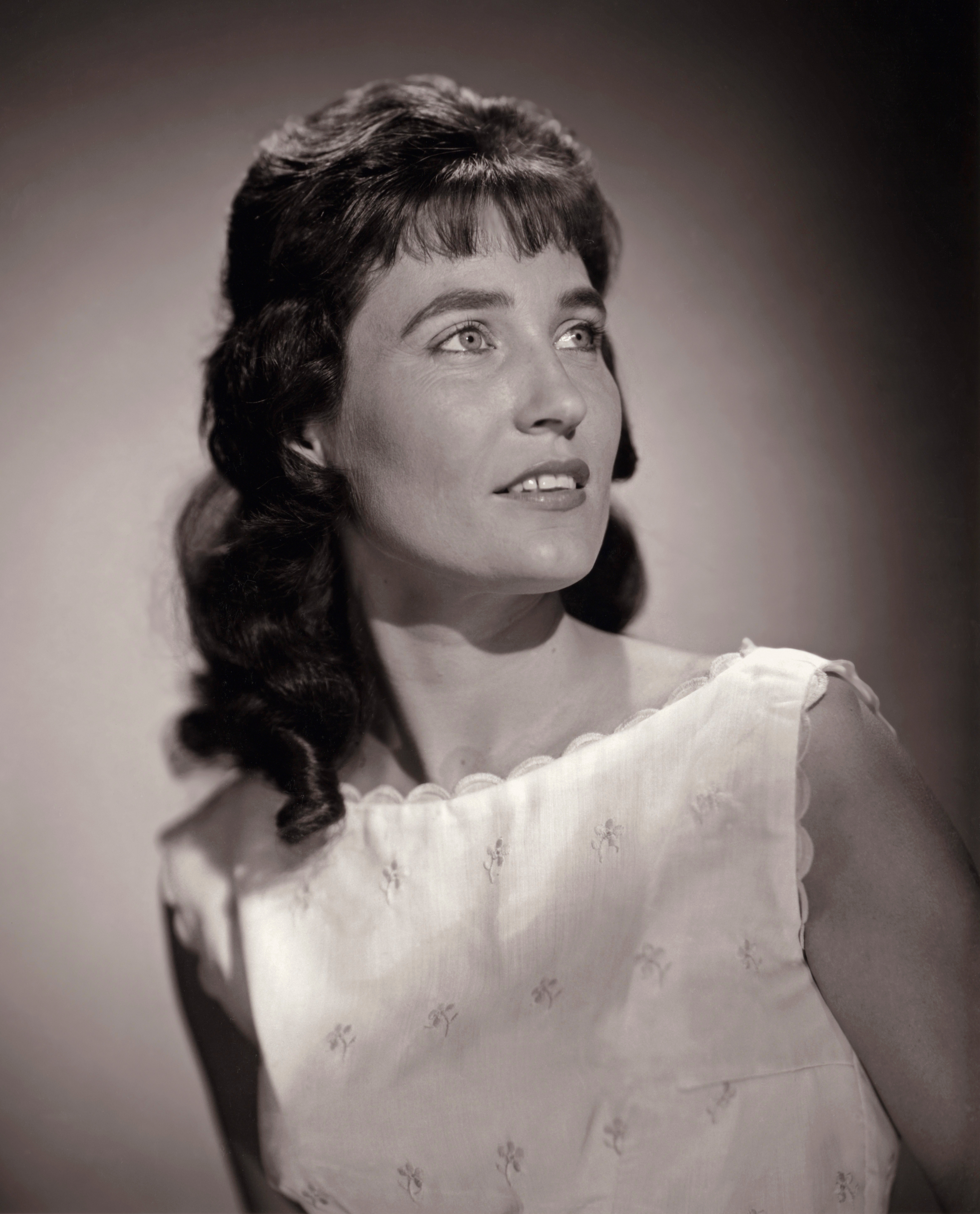
1962年的琳恩

20世纪50年代末，琳恩开始在当地俱乐部献唱。后来她组建了自己的乐队“开拓者”，成员包括兄弟杰·李·韦布。琳恩曾在由巴克·欧文斯主持的于华盛顿州塔科马举办的一场电视选秀比赛中赢得一块手表，其演唱吸引了加拿大音乐商人诺姆·伯利 (Norm Burley)的注意，其后诺姆与其他人共同创办零点唱片公司，并邀请洛丽塔加入。
零点唱片公司总裁、加拿大人唐·格拉希在好莱坞安排了一次录音，录制了洛丽塔的四首单曲：《I'm A Honky Tonk Girl》、《Whispering Sea》、《Heartache Meet Mister Blues》和《New Rainbow》。琳恩的第一张专辑中，以《Whispering Sea》和《 I'm a Honky Tonk Girl 》最具特色。1960年2月2日，琳恩与零点签署了她歌手生涯中的第一份合同，专辑于好莱坞的联合西部唱片公司(United Western Recorders)录制，由唐·布莱克进行封面设计、格拉希负责制作。 为专辑歌曲的提供伴奏的人员包括钢弦吉他手Speedy West、 小提琴手Harold Hensley、吉他手Roy Lanham、贝斯手Al Williams和鼓手Muddy Berry，对于她第一张唱片收到的反对声音，琳恩评论道：“那张唱片带有一种西海岸的风格，与纳什维尔的风格截然不同，这是一张带有西海岸节奏的舞曲唱片”。 
琳恩夫妇在全国各地进行巡回演出，向乡村电台对唱片进行宣传，而格拉希和德尔·罗伊则将音乐带到加利福尼亚长滩宣传。琳恩一家到达纳什维尔时，歌曲大受欢迎，在当地公告牌的乡村音乐和西方音乐排行榜上攀升至第14位，琳恩并开始为威尔伯恩兄弟出版公司录制示范唱片。其后琳恩在威尔伯恩兄弟的促成下与迪卡唱片签约。 1960年11月，第一个洛丽塔·琳恩的粉丝俱乐部成立，年底，琳恩被音乐杂志《告示牌》列为最有前途乡村女艺人第四名。 
琳恩与威尔伯恩兄弟的关系以及她从1960年开始在大欧尔欧普立（Grand Ole Opry）剧院的演出帮助琳恩成为乡村音乐界排名第一的女性唱片艺人。琳恩与威尔伯恩兄弟的合同允许他们其出版她的作品，在与威尔伯恩兄弟的业务关系结束后，她想要拿回自己歌曲的出版权，并因此与威尔伯恩兄弟进行了30年的斗争，但没有成功。由于合同的原因，琳恩于20世纪70年代停止了音乐创作。1962年9月25日，琳恩加入大欧尔欧普立剧院。
琳恩将帕特西·克莱恩视为早年音乐生涯中的导师和最好的朋友，2010年，在接受吉米·麦克唐纳为其传记《塔米·怀内特：悲剧乡村女王》进行的采访时，她表示帕特希和塔米是她不同时期内最好的朋友：“最好的朋友就像丈夫一样，一个时期只需要一个。” 
1962年，琳恩发行了她与迪卡签约后的第一首单曲《Success》，该单曲迅速跻身第六位，其后在整个1970年代，琳恩陆续发行了一系列排名前10的单曲。1964年之后，琳恩的歌曲开始经常进入排行榜前10名，其中包括《Before I'm Over You》，该歌曲在1964年达到顶峰，排名第4，以及《Wine, Women and Song》，最高排名第3。1964年底，她与欧内斯特·塔布录制了一张二重唱专辑，主打单曲《Mr. and Mrs. Used to Be》进入前15名，两人又录制了两张专辑，分别为《Singin' Again》（1967年）和《If We Put Our Heads Together》（1969年）。1965年，琳恩继续其独唱生涯，推出三首热门单曲：《Happy Birthday》、《Blue Kentucky Girl》（后来由愛美蘿·哈里斯翻录并进入1970年代热门单曲前十名）和《The Home You're Tearing Down》，这一年，琳恩通过唱片公司发行了两张专辑:《Songs from My Heart》和《Blue Kentucky Girl》。
琳恩独立创作的第一首闯入排行榜前十名的歌曲为1966年的《Dear Uncle Sam》，这首歌曲也是第一批讲述越南战争造成的人员伤亡的歌曲之一。 1966年，琳恩的热门单曲《You Ain't Woman Enough (To Take My Man)》使她成为第一位写下排名第一的单曲的乡村女艺人。

### 1967-1980年：突破性成功
1967年，琳恩发行单曲《Don't Come Home A-Drinkin' (With Lovin' on Your Mind) 》，此歌曲是她乡村歌曲中的第一首冠军单曲。 
琳恩的下一张专辑《Fist City》于1968年发行。当年早些时候，琳恩的《Fist City》成为她的第二首排名第一的单曲，被收入该专辑作为主打歌曲，专辑中的另一首单曲《What Kind of a Girl (Do You Think I Am) 》也跻身前十名。1968年，琳恩发行录音室专辑《Your Squaw Is on the Warpath》，其中有两首歌曲进入乡村歌曲排行榜前5名，分别为同名主打歌曲和《You've Just Stepped In (From Stepping Out on Me) 》。1969年，琳恩的下一首单曲《Woman of the World (Leave My World Alone) 》成为她的第三首榜首单曲，《To Make a Man (Feel Like a Man)》亦进入榜单前十。她的歌曲《You Ain't Woman Enough (To Take My Man) 》一炮而红，成为琳恩有史以来最受欢迎的歌曲之一。琳恩的事业在20世纪70年代继续取得成功，尤其是在自传体热门作品《Coal Miner's Daughter》取得成功之后，该歌曲位列1970年Hot Country Songs第一名，这首歌也是她第一首登上Billboard Hot 100排行榜的单曲，最高排名83。1970年至1975年间，琳恩继续创作了一系列单曲，但在最热100首单曲榜单中排名较低。1978年，琳恩受到大青蛙布偶秀特邀客串。歌曲《Coal Miner's Daughter》后来成为她1976年的畅销自传和1980年奥斯卡奖传记片《Coal Miner's Daughter》的灵感来源，两部影片都与这首歌同名。
1973年，《Rated“X”》登上告示牌杂志乡村歌曲排行榜第一名，此曲也被认为是琳恩最具争议性的热门歌曲之一。次年，她的下一首单曲《Love Is the Foundation》成为她同名专辑中排行第一的乡村歌曲，该专辑中的第二首（最后一首）单曲《Hey Loretta》则进入热门歌曲排行榜前五。直到20世纪末，琳恩陆续有歌曲位列榜单前十，其中包括1975年的《The Pill》，该歌曲是最早讨论生育控制的歌曲之一。琳恩的歌曲中包含很多自传性作品，她认为作为一名词曲作者，只要与女性相关，没有什么话题不能讨论。1976年，琳恩在作家乔治·韦西的帮助下出版了自传《Coal Miner's Daughter》。该书随即成为畅销书，在紐約時報暢銷書榜上停留超过8周。

#### 与康威·崔提的合作

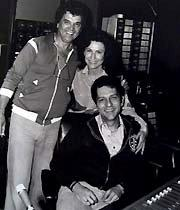
大卫·巴恩斯、康威·特威蒂和琳恩，摄于1979年

1971年，琳恩开始与康威·特威蒂建立职业合作伙伴关系。二人的组合在1971年至1975年间连续五次夺冠，其中《After the Fire Is Gone》(1971)、《Lead Me On》(1971)、《Louisiana Woman, Mississippi Man》（1973）、《As Soon as I Hang Up the Phone》（1974）和《Feelins'》（1974）获得格莱美奖。1972年至1975年，琳恩和特威蒂连续四年被乡村音乐协会评为“年度最佳二人组”，乡村音乐学院于1971年、1974年、1975年和1976年将他们评为“最佳二重唱组合”，全美音樂獎则在1975年、1976年和1977年将二人评为“最受喜爱的乡村音乐二人组”，1971年至1981年，粉丝投票性杂志的《音乐城新闻（Music City News）》读者每年都将他们评为二重唱组合第一名。除了五首排名第一的单曲外，他们在1976年至1981年间还有七首单曲进入前十名。
作为独唱艺人，琳恩在1971年继续取得成功，《One's on the Way》成为她第五首单曲冠军单曲，该歌曲由诗人兼作曲家谢尔·希尔弗斯坦创作。《I Wanna Be Free》、《You're Lookin' at Country》和1972 年的《Here I Am Again》均有进入排行榜，这些歌曲后来都分别以专辑形式单独发行。第二年，琳恩成为第一位登上新闻周刊封面的乡村音乐明星。1972年，琳恩成为第一位获得CMA奖提名并获得年度奖项的女性，击败乔治·琼斯、塔米·怀内特、波特·華格納和桃莉·巴頓，赢得年度女歌手奖和年度最佳二人组合奖。

#### 帕特西·克莱恩纪念专辑、其他作品及荣誉
1977 年，琳恩录制了一张名为《I Remember Patsy》的专辑，以纪念她的朋友、于1963年死于飞机失事的歌手帕特西·克莱恩，专辑收录了克莱恩的一些热门歌曲，其中，琳恩发行（翻唱）的两首单曲《She's Got You》和《Why Can't He Be You》成为热门单曲。克莱恩的歌曲《She’s Got You》曾于1962年登上排行榜第一名，而琳恩的翻唱版本于1977年再次登上榜首。《Why Can't He Be You》最高排名则为第七。琳恩最后一首榜首单曲为1978年的《Out of My Head and Back in My Bed》。
1979年，琳恩发行的两张专辑中各有一首歌曲（《I Can't Feel You Anymore》和《I’ve Got a Picture of Us on My Mind》）跻身前5名。

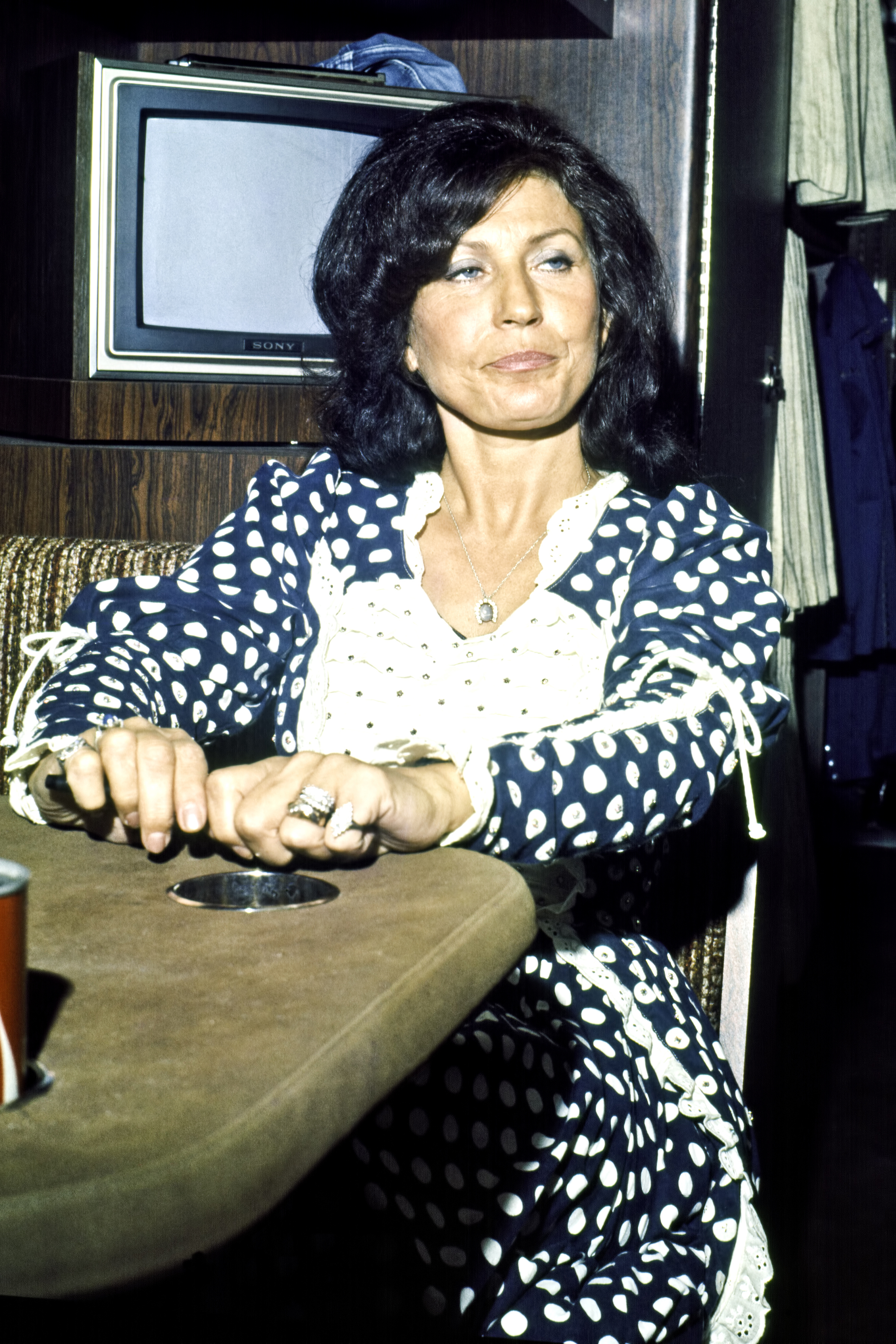
1975年巡演中的琳恩

琳恩对粉丝非常热情，她在接受马里兰州索尔兹伯里一家报纸的编辑采访时，称自己曾签下数百张签名的原因为：“这些人是我的粉丝……我会一直待到最后一个人得到我的签名为止。没有他们，我什么都不是，我爱这些人。”1979年，琳恩为宝洁公司的产品Crisco起酥油代言。由于她在20世纪70年代的主导地位，乡村音乐学院将她评为“十年最佳艺术家”，成为唯一一位获此荣誉的女性。
20世纪60年代，琳恩进入纳什维尔乡村音乐界。1967年，她作为独唱艺人和二重唱搭档在当年70首上榜歌曲中夺得16首冠军歌曲中的第一名。她后来的热门歌曲包括《Don't Come Home A-Drinkin' (With Lovin' on Your Mind) 》、《You Ain't Woman Enough (To Take My Man) 》、《Fist City》和《Coal Miner's Daughter》。
琳恩非常关注女性问题，歌曲主题主要是花心丈夫以及执着情妇，音乐灵感来自于她在婚姻生活中所遇到的问题。她通过演唱讨论生育控制（《The Pill》）、反复分娩（《One's on the Way》）、男女双重标准（《Rated 'X'》）和越南战争期间的寡妇问题（《Dear Uncle Sam》）的歌曲，拓宽了乡村音乐保守流派的界限。
乡村音乐广播电台经常禁止播放她的歌曲，在1987年的一次采访中，琳恩表示自己已有八首歌曲被禁止。
她于1976年出版的畅销自传《Coal Miner's Daughter》在1980年被改编为同名电影，该电影为当年的奥斯卡奖获奖电影，由西席·斯貝西克和湯米·李·瓊斯主演。斯贝西克凭借琳恩一角获得奥斯卡最佳女主角奖。2004年，琳恩发行专辑《Van Lear Rose》，由另类摇滚音乐家杰克·怀特制作，琳恩和怀特凭借该专辑获得五项格莱美奖提名，并最终获得其中两项。 
琳恩在乡村音乐和美国音乐领域获得了大量奖项。她于1983年入选纳什维尔词曲作家名人堂，1988年入选乡村音乐名人堂，2008 年入选歌曲作者名人堂，2010年荣获乡村音乐奖。2013年，总统贝拉克·奥巴马授予琳恩总统自由勋章。 琳恩自1962年9月25日加入大欧尔欧普立剧院起，一直是该剧院成员，1960年10月15日，她首次于剧院亮相。琳恩共录制了70张专辑，其中录音室专辑54张、合辑15张，致敬专辑一张。  

### 1980-1989：相关电影和热度
1980年3月5日，电影《Coal Miner's Daughter》在纳什维尔首映，很快成为美国票房冠军，西席·斯貝西克饰演洛丽塔，汤米·李·琼斯饰演她的丈夫杜立特·“穆尼”·琳恩。该片共获得七项奥斯卡金像奖提名，斯贝西克凭借该片获得奥斯卡最佳女主角奖和格莱美奖提名，电影原声带获得金唱片奖，此外该片还获得了乡村音乐协会奖、乡村音乐学院奖以及多项金球奖。20世纪80年代，琳恩继续发行多首热门歌曲，包括《Pregnant Again》、《Naked in the Rain》和《Somebody Led Me Away》。 琳恩最后一张进入前十的独唱唱片是1982年的《I Lie》，但她此后发行的专辑直到20世纪末仍榜上有名。
她最后发行的独唱歌曲之一《Heart Don't Do This to Me》（1985年）排名19，也是她最后一首进入前20名的单曲，1985年的专辑《Just a Woman》则跻身最热专辑前40名。1987年，琳恩与乡村明星基蒂·威尔斯和布蘭達·李一起，参与凱蒂蓮的专辑《Shadowland》中歌曲《Honky Tonk Angels Medley》的演唱，这张专辑其后被选为金唱片，包括琳恩在内的四位女艺人获格莱美奖提名。琳恩1988年的专辑《Who Was That Stranger》是她为MCA制作的最后一张个人专辑，1989年，琳恩离开MCA。1988年，琳恩入选乡村音乐名人堂。

### 1990-2004年：回归乡村音乐与第二部自传
1993年，琳恩与桃莉·巴頓和塔米·懷尼特录制了一张三重奏专辑《Honky Tonk Angels》，重回公众视野。这张专辑位列告示牌乡村音乐排行榜第6位以及流行音乐排行榜第42位，单曲《Silver Threads and Golden Needle》也登上了排行榜，专辑销量超过80万张，并在美国和加拿大获得金唱片认证，三人组合凭此获得格莱美奖和乡村音乐协会奖提名。同年琳恩发行了一份包含三张CD的盒装唱片套装，以记录其在MCA唱片公司职业生涯。1995年，琳恩参与录制了纳什维尔电视网（TNN）一档为期七周的系列节目，名为《Loretta Lynn & Friends》。
同年，洛雷塔获得乡村音乐学院颁发的第30届先锋奖。199年，琳恩的丈夫奥利弗·瓦内塔·“杜利特尔”·琳恩 (Oliver Vanetta "Doolittle" Lynn) 在距离70岁生日还有五天时去世。2000年，沉寂数年后的琳恩发行了专辑《Still Country》，其中收录了一首纪念已故丈夫的单曲《I Can't Hear the Music》，专辑中的《Country in My Genes》是琳恩十多年来的第一首新单曲，这首单曲登上告示牌乡村单曲榜，使琳恩成为乡村音乐界五十年来第一位有作品登上单曲榜的女性。2002年，琳恩出版了她的第二本自传《Still Woman Enough》，这本书其后也成为了她的第二本纽约时报畅销书，并跻身前十名。2004年，她出版了一本关于烹饪的书籍《You're Cookin' It Country》 。

### 2004年至2022年：后期

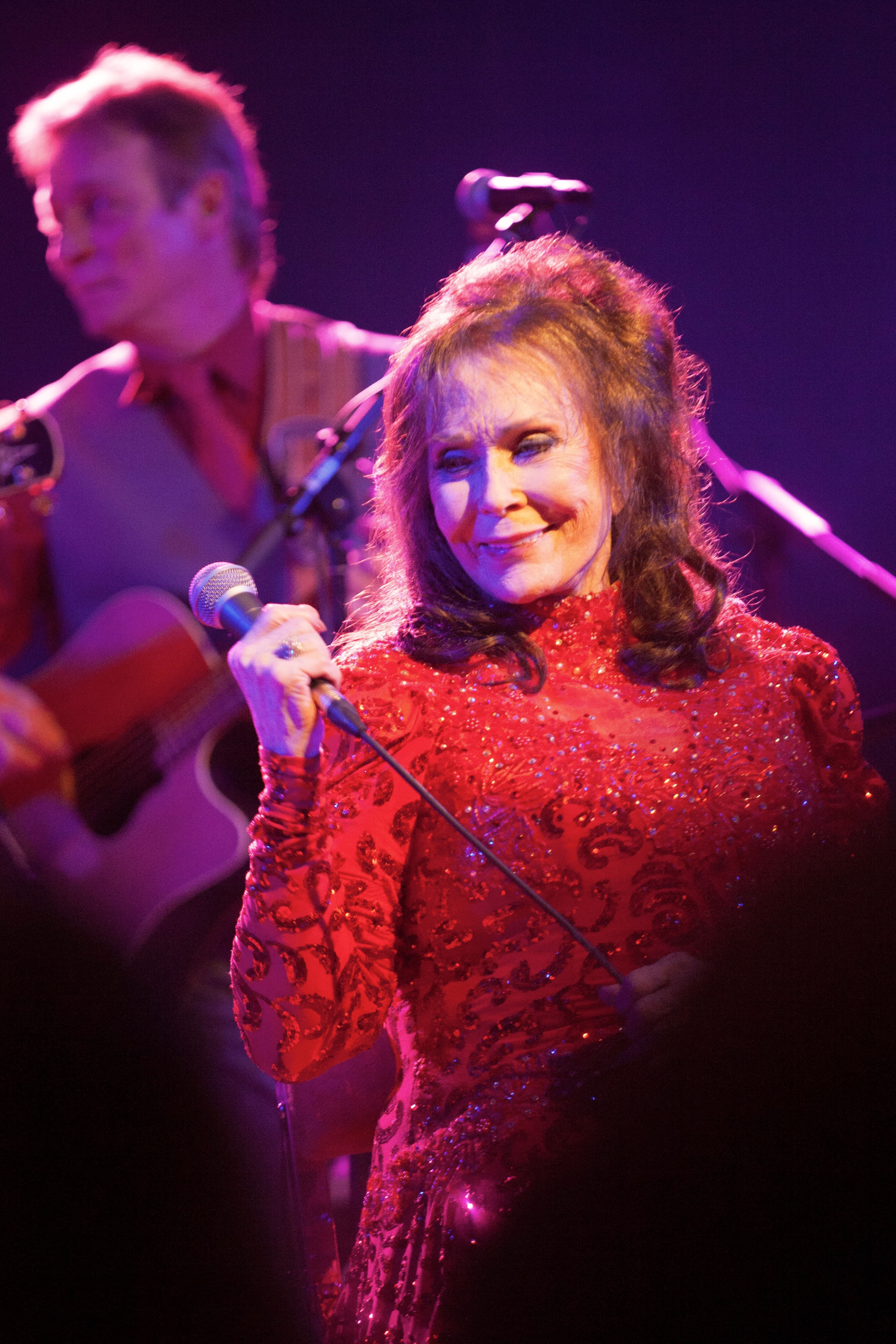
琳恩在2016年西南偏南大会上表演

2004年，琳恩发行了第二张由她自己亲自创作或共同创作其中每首歌曲的专辑 《Van Lear Rose》。这张专辑由白線條樂團成员傑克·懷特制作以及担任吉他手和伴唱，此次合作为琳恩赢得了Spin和Blender等主流另类摇滚音乐媒体的高度赞扬。该专辑还被滚石杂志评为2004年第二佳专辑，并荣获格莱美年度最佳乡村音乐专辑奖。
2010年底，索尼音乐发行致敬合辑《Coal Miner's Daughter: A Tribute to Loretta Lynn》，由瑞芭·麦肯泰尔、菲丝·希尔、帕拉摩爾樂團和卡麗·安德伍等众明星翻唱琳恩跨越50年的经典歌曲。该专辑中另有一个为单曲《Coal Miner's Daughte》制作的视频，由琳恩、米兰达·兰伯特和雪瑞兒·可洛出演，其后登上Great American Country榜单前十名。 歌曲同时登上告示牌杂志排行榜，琳恩也因此成为六年来唯一上榜的女性乡村音乐歌手。在此期间，琳恩分别于2010年5月俄亥俄州尼尔森维尔音乐节和2011年6月11日波纳罗音乐节中参与演出。2012年，琳恩出版了第三本自传《Honky Tonk Girl: My Life in Lyrics》，并为《Divided & United: Songs of the Civil War》贡献了歌曲《Take Your Gun and Go, John》，于2013年11月5日发行。
2015年11月，琳恩宣布新专辑《Full Circle》制作完成。这张专辑于2016年3月发行，当天便在Billboard Hot 200排行榜上排名第19位，其后成为琳恩第40张进入告示牌最畅销乡村音乐专辑排行榜前10名的专辑。专辑包含新歌和之前的经典歌曲，以及与艾維斯·卡斯提洛和威利·納爾遜的二重唱歌曲。
2016年10月，琳恩发行节日专辑《White Christmas Blue》，同年12月，《Full Circle》获得第59届格莱美奖年度乡村专辑提名。
继《Full Circle》之后，专辑《Wouldn't It Be Great》的发行因健康问题被推迟，后于2018年9月通过Legacy Recordings发行，同时，琳恩取消了2017年的所有巡演安排 2018年，琳恩被CMT评为终身艺术家，2019年10月19日，Lifetime电影《Patsy & Loretta》上映，主要描写琳恩和帕特西·克莱恩的友谊。
2021年3月19日，琳恩发行了她的第50张录音室专辑 《Still Woman Enough》，该专辑是她与传奇唱片（Legacy Recordings）合作的第四张专辑，专辑在田纳西州的Cash县录制，卡麗·安德伍和瑞芭·麦肯泰尔在主打歌曲中参与演唱，专辑中还包含琳恩分别与坦妮娅·塔克和馬戈·普萊斯重新演唱的歌曲《You Ain't Woman Enough》和《One's on the Way》。

## 个人生活

### 子女
洛丽塔和奥利弗·琳恩共有六个孩子，其中有四个仍然在世   ，包括出生于1964年8月6日的双胞胎女儿佩吉·吉恩 (Peggy Jean ) 和帕齐·艾琳(Patsy Eileen)，他们的名字取自琳恩的妹妹佩吉·苏·赖特和她的朋友帕特西·克莱恩。 琳恩的大女儿贝蒂·苏出生于1948年11月26日，2013年7月29日死于肺气肿并发症，第二个孩子（长子）杰克·本尼·琳恩 (Jack Benny Lynn) 出生于1949年12月7日，其在琳恩位于哈利肯米尔斯 (Hurricane Mills)的牧场骑马时失踪，后于1984年7月24日被发现死亡。洛丽塔的第三和第四个孩子分别是欧内斯特·雷·琳恩（Ernest Ray Lynn，1951年5月27日出生）和克拉拉·玛丽·“西西”·琳恩（Clara Marie “Cissie” Lynn，1952年4月7日出生）。

### 婚姻
琳恩与奥利弗·瓦内塔·“杜利特尔”·琳恩 (Oliver Vanetta "Doolittle" Lynn，1926-1996) 的婚姻持续了近50年，直至奥利弗于69岁时去世。在她2002年的自传《Still Woman Enough》中，以及同年在接受CBS采访时，她讲述了她的丈夫经常欺骗她以及有一次在她分娩时离开了她等经历， 她经常和丈夫吵架，但从未打架，她并说她的婚姻是“最艰难的爱情经历之一”。在她的一本自传中，她回忆道：
|  | 我小时候就嫁给了杜，从那一天起，他就是我的生命。尽管我的年轻和成长很重要，但因为一些其他原因让我选择坚持与杜的婚姻。他认为我是一个特别的人，比世界上任何人都特别，这一点我永远不会忘记。这种信念很难被抛弃。杜给了我安全，他是我的安全网。记住，我只是在解释，而不是原谅……杜是一个好人，也是一个勤奋的人，但他是个酒鬼，这影响了我们的婚姻。 |

### 洛丽塔·琳恩的牧场
琳恩在田纳西州的哈利肯米尔斯拥有一个牧场，名为“洛雷塔·琳恩的牧场（Loretta Lynn's Ranch）”。如今，牧场已成为“田纳西州第七大景点”，设有录音室、博物馆、住宿、餐厅和西式商店。 牧场每年都会举办三场假日音乐会，时间分别在阵亡将士纪念日周末、国庆节周末和劳动节周末。 
自1982年以来，该牧场一直举办洛雷塔·琳恩业余摩托车越野赛，该比赛是同类赛事中规模最大的业余越野摩托车比赛，此外，该牧场另有举办GNCC越野赛事。牧场中心是琳恩与丈夫和孩子们曾经居住过的大型种植园，在去世之前，琳恩已有30多年没有住过这座修建于战前的宅邸。琳恩经常向参观这座房子的粉丝致意，而这座宅邸的其中一个特色是存放在内的一个琳恩小时候在巴彻霍洛居住的小屋的仿制品。 

### 政治
在琳恩的鼎盛时期，她的一些歌曲被禁止在广播电台播放，例如关于离婚女性面临的双重标准问题的《Rated "X "》、讲述青少年女性失去童贞的故事的《Wings On Your Horns》、以及讲述一位具有妻子和母亲身份的女性通过避孕药摆脱约束的故事的《The Pill》。而她的歌曲《Dear Uncle Sam》则发行于1966年（越南战争期间），描述了一位妻子因在战争中失去丈夫而遭遇的痛苦，琳恩曾在伊拉克战争期间现场演唱过这首歌曲。
尽管琳恩总是直言不讳地表达对有争议的社会和政治话题的看法，但她表示：“我不喜欢谈论会让一方或另一方不高兴的事情。我的音乐不带有政治色彩。”
2010年11月，今日美國问及琳恩对同性婚姻的看法时，她回答说：“我仍然是一个老圣经女孩。上帝决定你成为女人还是男人，但每个人都可以选择自己的生活。”  在1988年的总统选举中，琳恩支持乔治·赫伯特·沃克·布什并为他投下选票 。
虽然琳恩被公认为“普通女性的倡导者”，但她也经常批评上层阶级的女权主义者忽视工人阶级女性的需求和关切。她反对给她贴上女权主义者的标签，并在回忆录中写道：“我不太热衷于女性解放，但女性解放或许能帮助女性站起来并获得应有的尊重。”
1971年，琳恩应理查德·尼克松总统的邀请在白宫演出，她也曾在吉米·卡特、罗纳德·里根、乔治·赫尔特·沃克·布什和乔治·沃克·布什执政期间到白宫表演。 在2002年的自传《Still Woman Enough》中，琳恩谈及了她与吉米·卡特的长期友谊以及对他的支持。
2016年，琳恩表达了对唐纳德·特朗普竞选总统的支持，并在每次节目结束时表达她的支持，认为特朗普是唯一能够扭转这个国家局面的人。
琳恩曾允许善待动物组织在一项公共服务活动中使用她的歌曲《I Wanna Be Free》来呼吁公众不要在寒冷天气下将狗拴在户外。 

### 健康问题与逝世
多年来，琳恩面临各种健康问题，曾多次患上肺炎，也曾在家中摔倒，导致手臂骨折。  
2017年5月，琳恩在哈利肯米尔斯的家中中风，被送往纳什维尔的一家医院，所有即将到来的巡演安排也被取消，专辑《Wouldn't It Be Great》的发行也因此被推迟到 2018年。2018年1月1日，琳恩因摔倒导致臀部受伤。 
2022年10月4日，琳恩在哈利肯米尔斯的家中于睡梦中去世，享年90岁，死因并未立即公开。  三天后，琳恩被葬在她的牧场中并与丈夫奥利弗相邻。

## 奖项及成就
琳恩共创作了160多首歌曲，发行了60张专辑，有10张专辑和16首单曲在乡村音乐排行榜上位列第一，曾赢得3项格莱美奖、7项全美音樂獎、8项广播音乐公司奖项、13项乡村音乐学院奖项、8项乡村音乐协会奖项目和26项《音乐城新闻》奖项，是历史上乡村音乐领域获奖最多的女性。 1967年，她凭借《Don’t Come Home a' Drinkin' (With Lovin' on Your Mind)》成为乡村音乐界第一位获得金唱片认证的女性，
1972年，琳恩成为第一位被乡村音乐协会评为“年度艺人”的女性，1980年，成为乡村音乐学院评选的20世纪70年代“十年最佳艺人”中的唯一一位女艺人，1988年，入选乡村音乐名人堂 ，1999年，入选乡村福音音乐名人堂，2003年，获得美国总统颁发的肯尼迪中心荣誉奖。琳恩在VH1评选的100位最伟大摇滚女艺人中排名65位，并且是1977年第一位在好莱坞星光大道上获得星星的女性乡村音乐艺人1994年，琳恩获得乡村音乐学院颁发的乡村音乐先锋奖。
2001年，《Coal Miner's Daughter》被NPR选入“20世纪100首最重要歌曲”。2002年，在CMT电视台《40位最伟大乡村音乐女性》的特别节目中，琳恩的最高排名为在所有在世女性中位列第三。
琳恩作为BMI旗下艺人已超过45年，于2004年11月4日在BMI国家奖颁奖礼中被授予BMI偶像称号
2007年3月，琳恩在大欧尔欧普立剧院演出期间被伯克利音乐学院授予荣誉音乐博士学位。
琳恩于2008年入选纽约歌曲作者名人堂，2010年，因从事乡村音乐50年而获得格莱美终身成就奖
2010年11月10日，第44届年度乡村音乐奖颁奖典礼上，琳恩因在乡村音乐领域工作50年而获奖，同年，她收到了一朵写有她名字的玫瑰。
索尼音乐于2010年11月发行了一张向琳恩致敬的CD，名为《Coal Miner's Daughter: A Tribute to Loretta Lynn》，参与录制的成员包括摇滚小子 、 瑞芭·麦肯泰尔 、 雪瑞兒·可洛 、 米蘭達·蘭伯特 、 艾倫·傑克森 、 格蕾琴·威尔逊 、 白線條樂團 、 瑪蒂娜·麥克布萊德 、 帕拉摩爾樂團 、 史蒂夫·厄爾和菲丝·希尔。2011年，琳恩与米兰达·兰伯特和谢丽尔·克劳合作的《Coal Miner's Daughter》获得乡村音乐学院奖、CMT视频及乡村音乐联盟的“年度声乐活动”奖提名，该歌曲其后以视频和单曲形式随CD发行。
2012年9月25日，琳恩为她成为大欧尔欧普立成员的50周年纪念日举行庆祝活动，并于2022年庆祝60周年纪念日
2013年，总统贝拉克·奥巴马授予琳恩总统自由勋章 。
乡村音乐学院授予琳恩水晶里程碑奖，颁奖人米兰达·兰伯特。此外琳恩还获得了2015年告示牌颁发的女性音乐传奇奖。
2016年，在PBS播出的简要介绍美国大师的纪录片《Loretta Lynn: Still a Mountain Girl》中，主角为琳恩。
2018年，琳恩被CMT评为终身艺术家。
2020年，琳恩的雕像在 赖曼礼堂揭幕。
2022年，琳恩入选女性歌曲作者名人堂。
2023年，滚石将琳恩列为有史以来200位最伟大歌手中的第132位。

## 作品目录

### 录音室专辑
- Loretta Lynn Sings(1963)
- Before I'm Over You(1964)
- Songs from My Heart....(1965)
- Blue Kentucky Girl(1965)
- Mr. and Mrs. Used to Be(与欧内斯特·塔伯合作)(1965)
- Hymns(1965)
- I Like 'Em Country (1966)
- You Ain't Woman Enough(1966)
- Country Christmas(1966)
- Don't Come Home a Drinkin' (With Lovin' on Your Mind)(1967)
- Singin' Again(与欧内斯特·塔伯合作)(1967)
- Singin' with Feelin'(1967)
- Who Says God Is Dead!(1968)
- Fist City(1968)
- Your Squaw Is on the Warpath(1969)
- If We Put Our Heads Together(与欧内斯特·塔伯合作)(1969)
- Woman of the World/To Make a Man(1969)
- Here's Loretta Singing "Wings Upon Your Horns"(1970)
- Coal Miner's Daughter(1971)
- We Only Make Believe(与欧内康威·崔提合作)(1971)
- I Wanna Be Free]](1971)
- You're Lookin' at Country]](1971)
- Lead Me On(与康威·崔提合作)1972)
- One's on the Way(1972)
- God Bless America Again(1972)
- Here I Am Again(1972)
- Entertainer of the Year(1973)
- Louisiana Woman, Mississippi Man(与康威·崔提合作) (1973)
- Love Is the Foundation(1973)
- Country Partners(与康威·崔提合作) (1974)
- They Don't Make 'Em Like My Daddy(1974)
- Back to the Country(1975)
- Feelins'(与康威·崔提合作) (1975)
- Home(1975)
- When the Tingle Becomes a Chill(1976)
- United Talent(与康威·崔提合作)(1976)
- Somebody Somewhere(1976)
- I Remember Patsy(1977)
- Dynamic Duo(与康威·崔提合作) (1977)
- Out of My Head and Back in My Bed(1978)
- Honky Tonk Heroes(与康威·崔提合作)(1978)
- We've Come a Long Way, Baby(1979)
- Diamond Duet(与康威·崔提合作)(1979)
- Loretta(1980)
- Lookin' Good(1980)
- Two's a Party(与康威·崔提合作)(1981)
- I Lie(1982)
- Making Love from Memory(1982)
- Lyin', Cheatin', Woman Chasin', Honky Tonkin', Whiskey Drinkin' You(1983)
- Just a Woman(1985)
- Who Was That Stranger(1988)
- Honky Tonk Angels(with 桃莉·巴頓、塔米·怀尼特合作) (1993)
- Making More Memories(1994)
- All Time Gospel Favorites(1997)
- Still Country(2000)
- Van Lear Rose(2004)
- Full Circle(2016)
- White Christmas Blue(2016)
- Wouldn't It Be Great(2018)
- Still Woman Enough(2021)